# Žučni kamenci
Žučni kamenci (lat. choleliths) su tvrdi, obično glatki, sivosmeđi ili bijelkasti konkrementi koji se stvaraju u žučnoj vrećici. Žučni kamenci se sastoje obično od kolesterola, bilirubina, a mogu sadržavati kalcijev fosfat ili karbonat, proteine, masti, te u tragovima Fe, Cu, Mg i Mn.
Nastanak žučnih kamenaca kada se u jetri stvara više kolesterola ili se kolesterol manje metabolizira u žučne kiseline i stereoidne hormone, remeti se odnos žučnih kiselina i kolesterola i žuči, pa dolazi do taloženja i stvaranja žučnih kamenaca. Tome doprinose i upalni procesi i infekcije žučnog mjehura, zastoj žuči i promjene pH. Žučni kamenci mogu izazvati jake bolove, a kada su začepljeni koledokus dolazi do opstruktivne žutice.
Prema izgledu i kemijskoj strukturi žučne kamence dijelimo u dvije osnovne skupine: - kolesterolski (80%) - pigmentni kamenci (20%).
Kolesterolske kamence opet dijelimo na:
čiste kolesterolske kamence - obično jedan veći kamenac, žuto bijele boje
miješane kamence - obično više usitnjenih kamenaca